# Rock 'n' Roll-maskin
"Rock 'n' Roll-maskin" är en sång från 1975, skriven av Harpo, Kenneth Gärdestad och Ted Gärdestad.
Låten spelades in av Harpo och utgör öppningsspåret på dennes andra studioalbum Harpo & Bananaband (1975). På låten medverkar förutom Harpo på sång även Ted Gärdestad på sång, men även Roland Hermin, Finn Sjöberg och Erik Romantschicz. Låten tog sig in på Svensktoppen 1976, där den stannade elva veckor med en sjätteplats som främsta merit.

## Medverkande
- Ted Gärdestad – sång
- Harpo – sång
- Roland Hermin
- Finn Sjöberg
- Erik Romantschicz